# Championnats des Balkans d'athlétisme 2017
Navigation
Édition précédente Édition suivante
La 72e édition des Championnats des Balkans d'athlétisme de 2017 s'est déroulée à Novi Pazar en Serbie, les 15 et 16 juillet 2017.

## Carrière
Quinze pays remportent une médaille et plus lors de ces championnats, un record.
Cette-fois, ce n'est ni la Turquie ou la Roumanie qui remporte le plus de médailles d'or, mais une surprenante équipe de Serbie avec 9 titres. Cette équipe remporte également le plus de médailles, ex æquo avec la Roumanie, avec 21 médailles.
Au niveau du classement par équipes, la Roumanie est la meilleure nation avec 254,5 points, devant la Turquie (181,5 pts) et la Serbie (170,5 pts).

## Résultats

### Hommes
| Épreuves                        | Or                                                                                       | Argent                                                                                               | Bronze                                                                   |
| ------------------------------- | ---------------------------------------------------------------------------------------- | --- | ------------------------------------------------------------------------ |
| 100 m Vent : +2,2 / +1,0 / +0,4 | Jak Ali Harvey 10 s 11                                                                   | Ioannis Nyfadopoulos 10 s 22                                                                         | Denis Dimitrov 10 s 40                                                   |
| 200 m Vent : +1,1 / +1,2 / +1,1 | Jak Ali Harvey 20 s 56                                                                   | Panayiotis Trivyzas 20 s 92                                                                          | Imri Persiado 21 s 01                                                    |
| 400 m                           | Mateo Ružić 47 s 22                                                                      | Stefan Vukadinović 49 s 03                                                                           | Stjepan Bojanić 49 s 07                                                  |
| 800 m                           | Abedin Mujezinović 1 min 51 s 75                                                         | Ion Siuris 1 min 52 s 11                                                                             | Hasan Basri Güdük 1 min 52 s 17                                          |
| 1 500 m                         | Mitko Tsenov 3 min 50 s 81                                                               | Levent Ateş 3 min 51 s 16                                                                            | Nikolay Parvanov 3 min 51 s 39                                           |
| 5 000 m                         | Yolo Nikolov 14 min 33 s 35                                                              | Cihat Ulus 14 min 37 s 01                                                                            | Vasile-Daniel Suciu 14 min 41 s 83                                       |
| 110 m haies Vent : +1,3         | Cosmin Ilie Dumitrache 14 s 06                                                           | Mustafa Güneş 14 s 29                                                                                | Batuhan Buğra Eruygun 14 s 36                                            |
| 400 m haies                     | Yann Senjarić 51 s 42                                                                    | Nagy Attila Csongor 52 s 13                                                                          | Peter Hribaršek 52 s 43                                                  |
| 3 000 m steeple                 | Osman Junuzović 8 min 56 s 09                                                            | Nicolai Gorbusco 9 min 00 s 61                                                                       | Resul Çevik 9 min 06 s 18                                                |
| 4 × 100 m                       | Roumanie Serban Marius Florin Alexandru Terpezan Ionuț Neagoe Budin Daniel Mihai 40 s 62 | Slovénie Tilen Ovniček Jan Kramberger Blaž Brulc Luka Marolt 40 s 95                                 | Israël Asaf Malka Aviv Dayan Omri Harush Imri Persiado 41 s 16           |
| 4 × 400 m                       | Serbie Stjepan Bojanić Igor Garaj Ivan Marković Stefan Vukadinović 3 min 15 s 92         | Roumanie Serban Marius Florin Madalin Dorian Gheban Nagy Attila Csongor Pavel Nichituş 3 min 20 s 66 | Albanie Daniel Limani Marko Makaj Florian Lata Edison Muço 3 min 27 s 36 |
| Saut en hauteur                 | Konstadínos Baniótis 2,14 m                                                              | Dan Claudiu Lazarica 2,14 m                                                                          | Georgios Tessaromatis 2,14 m                                             |
| Saut à la perche                | Ivan Horvat 5,50 m                                                                       | Thodoris Chrysanthopoulos 5,30 m                                                                     | Nikandros Stylianou 5,10 m                                               |
| Saut en longueur                | Lazar Anić 7,94 m                                                                        | Strahinja Jovančević 7,75 m                                                                          | Bachana Khorava 7,56 m                                                   |
| Triple saut                     | Momchil Karailiev 16,82 m                                                                | Georgi Tsonov 16,62 m                                                                                | Marian Oprea 15,93 m                                                     |
| Lancer du poids                 | Mesud Pezer 20,11 m                                                                      | Hamza Alić 19,60 m                                                                                   | Asmir Kolašinac 19,45 m                                                  |
| Lancer du disque                | Martin Marić 61,20 m                                                                     | Andreas Christou 60,14 m                                                                             | Sergiu Ursu 57,55 m                                                      |
| Lancer du marteau               | Özkan Baltacı 71,92 m                                                                    | Ayhan Apti 67,29 m                                                                                   | Boris Yordanov 62,75 m                                                   |
| Lancer du javelot               | Branko Pauković 75,82 m                                                                  | Paraskevás Batzávalis 73,97 m                                                                        | Dejan Mileusnić 73,37 m                                                  |
| Décathlon                       | Aleksandar Grnović 7 225 pts                                                             | Urban Čehovin 7 058 pts                                                                              | Dragan Pešić 6 777 pts                                                   |

### Femmes
| Épreuves                        | Or                                                                                | Argent                                                                           | Bronze                                                                                               |
| ------------------------------- | --------------------------------------------------------------------------------- | -------------------------------------------------------------------------------- | --- |
| 100 m Vent : +0,4 / +2,6        | Katerína Daláka 11 s 72                                                           | Milana Tirnanic 11 s 82                                                          | Katarina Sirmić 11 s 93                                                                              |
| 200 m Vent : +1,0 / +1,7 / +3,9 | Grigoryia-Emmanouella Keramida 23 s 35                                            | Bianca Răzor 23 s 62                                                             | Camelia Florina Ga 24 s 00                                                                           |
| 400 m                           | Bianca Răzor 52 s 76                                                              | Anna Vasileiou 53 s 79                                                           | Maja Ćirić 53 s 38                                                                                   |
| 800 m                           | Amela Terzić 2 min 07 s 25                                                        | Konstantina Giannopoulou 2 min 08 s 16                                           | Lenuta Petronela Simiuc 2 min 10 s 63                                                                |
| 1 500 m                         | Amela Terzić 4 min 19 s 00                                                        | Anthi Kyriakopoulou 4 min 22 s 01                                                | Lenuta Petronela Simiuc 4 min 23 s 09                                                                |
| 5 000 m                         | Cristina Negru 16 min 36 s 98                                                     | Şeyma Yıldız 16 min 40 s 88                                                      | Teodora Simović 17 min 46 s 92                                                                       |
| 100 m haies Vent : +1,5 / +,16  | Elisávet Pesirídou 13 s 16                                                        | Anamaria Nesteriuc 13 s 19                                                       | Anamaria Ioniță 13 s 37                                                                              |
| 400 m haies                     | Elif Yıldırım 58 s 67                                                             | Katerína Daláka 59 s 15                                                          | |
| 3 000 m steeple                 | Adela Bălțoi 10 min 29 s 27                                                       | Fatma Demir 10 min 35 s 12                                                       | Slađana Perunović 11 min 02 s 41                                                                     |
| 4 × 100 m                       | Serbie Ivana Petković Katarina Sirmić Tamara Vuletic Milana Tirnanić 46 s 34      | Roumanie Ana Maria Roșianu Anamaria Ioniță Anamaria Nesteriuc Ene Roxana 46 s 45 | Macédoine du Nord Kristina Josifovska Katarina Timchevska Aiše Halili Valbona Selimi 50 s 54         |
| 4 × 400 m                       | Roumanie Camelia Florina Ga Anamaria Ioniță Ene Roxana Bianca Răzor 3 min 37 s 29 | Serbie Marina Banovic Kristina Dudek Marija Hizman Anita Banovic 3 min 43 s 90   | Macédoine du Nord Marija Jovanoska Kristina Josifovska Aiše Halili Katarina Timchevska 4 min 09 s 84 |
| Saut en hauteur                 | Tatiána Goúsin 1,91 m                                                             | Mirela Demireva 1,88 m                                                           | Marija Vuković 1,84 m                                                                                |
| Saut à la perche                | Maria Aristotelous 4,00 m                                                         | Buse Arıkazan 3,80 m                                                             | Ionela Denisa Luca 3,80 m                                                                            |
| Saut en longueur                | Cháido Alexoúli 6,41 m                                                            | Milica Gardašević 6,38 m                                                         | Milena Mitkova 6,30 m                                                                                |
| Triple saut                     | Carmen Toma 13,65 m                                                               | Kristína Alvertsián 13,36 m                                                      | Petra Koren 13,10 m                                                                                  |
| Lancer du poids                 | Dimitriana Surdu 17,86 m                                                          | Radoslava Mavrodieva 17,62 m                                                     | Evangelia Sofiani 15,31 m                                                                            |
| Lancer du disque                | Dragana Tomašević 59,35 m                                                         | Hrisoúla Anagnostopoúlou 58,05 m                                                 | Kristina Rakočević 52,12 m                                                                           |
| Lancer du marteau               | Zalina Petrivskaya 69,03 m                                                        | Tuğçe Şahutoğlu 65,87 m                                                          | Marina Nichișenco 64,61 m                                                                            |
| Lancer du javelot               | Marija Vučenović 56,41 m                                                          | Bernarda Letnar 52,27 m                                                          | Tatjana Mirković 51,83 m                                                                             |
| Heptathlon                      | Mladena Petrušić 4 796 pts                                                        | Nikolija Stanivuković 4 585 pts                                                  | Sanja Ristovic 4 518 pts                                                                             |

## Tableau des médailles
| Rang  | Nation                  | Or | Argent | Bronze | Total |
| ----- | ----------------------- | -- | ------ | ------ | ----- |
| 1     | Serbie                  | 9  | 5      | 7      | 21    |
| 2     | Roumanie                | 7  | 7      | 7      | 21    |
| 3     | Grèce                   | 6  | 10     | 2      | 18    |
| 4     | Turquie                 | 4  | 7      | 4      | 15    |
| 5     | Bosnie-Herzégovine      | 4  | 2      | 1      | 7     |
| 6     | Croatie                 | 4  | -      | -      | 4     |
| 7     | Bulgarie                | 3  | 4      | 4      | 11    |
| 8     | Moldavie                | 2  | 2      | 1      | 5     |
| 9     | Chypre                  | 1  | 1      | 1      | 3     |
| 10    | Slovénie                | -  | 3      | 2      | 5     |
| 11    | Monténégro              | -  | -      | 4      | 4     |
| 12    | République de Macédoine | -  | -      | 2      | 2     |
| 13    | Israël                  | -  | -      | 2      | 2     |
| 14    | Albanie                 | -  | -      | 1      | 1     |
| 14    | Géorgie                 | -  | -      | 1      | 1     |
| Total | Total                   | 40 | 40     | 40     | 120   |